# Bataille de Marib
- Territoire contrôlé par les loyalistes.
- Territoire contrôlé par les Houthis.
- Territoire contesté.

Guerre civile yéménite
Batailles
- Bataille d'Amran
- 1re Bataille de Sanaa
- Bataille de l'aéroport d'Aden
- 1re Bataille d'Aden
- Bataille de Taëz
- 1re Bataille de Moukalla
- 2e Bataille de Moukalla
- 2e Bataille de Sanaa
- 2e Bataille d'Aden
- Bataille d'al-Hodeïda
- Prise de Socotra
- 3e Bataille d'Aden
- 4e Bataille d'Aden
- Offensive de Najran
- Attaque d'Abqaïq et de Khurais
- Offensive d'Al Bayda
- Offensive d'Al Jawf
- Bataille de Marib

La bataille de Marib commence en février 2021 pendant la guerre civile yéménite, et oppose les forces loyalistes qui contrôlent la ville de Marib aux rebelles houthis qui tentent de s'en emparer,.
En novembre 2021, après une offensive de presque une année, les rebelles houthis ont réussi à encercler la ville sur trois fronts : au nord depuis Al-Jawf, au sud depuis la frontière du gouvernorat de Chabwa et à l’ouest tout au long des fronts de la capitale du pays Sanaa.

## Contexte
Géographiquement, elle fait par ailleurs la jonction entre le nord et le sud et mène vers l’est et le reste du Yémen. Elle est également proche des frontières de l’Arabie saoudite.
Ancien bastion d’Al-Qaëda dans la péninsule Arabique, la région yéménite de Ma'rib riche en pétrole, compte une population essentiellement tribale. 
En 2015, la ville passe sous le contrôle des troupes du gouvernement d'Abdrabbo Mansour Hadi. Les années suivantes, c'est l'une des rares à être épargnée par la guerre civile opposant depuis 2014 les forces loyalistes fidèles soutenu par l'Arabie saoudite, aux rebelles houthis soutenus par l'Iran. Sa capitale, Marib, peuplée de 2 millions d'habitants, constitue un refuge pour des centaines de milliers de déplacés ayant fui les combats dans ce pays dévasté par la guerre,.
Au début de l'année 2020, les rebelles houthis qui contrôlent le nord du pays et sa capitale Sanaa à 120 km de Marib tentent de s'en emparer, mais les combats baissent en intensité avant de s'arrêter pendant plusieurs mois. Les rebelles houthis s'emparent néanmoins du terminal pétrolier de Ras Issa, relié à Ma’rib par oléoduc, et espèrent élargir leur contrôle aux raffineries.
En début d'année 2021, les houthis bénéficient de l'arrivée à la tête des États-Unis d'un président (Joe Biden) moins favorable à l'Arabie saoudite que son prédécesseur (Donald Trump),. En effet, dans la foulée de son élection, Joe Biden décide de suspendre les sanctions américaines contre les houthis pour faciliter la distribution d'aide humanitaire internationale au Yémen, et annonce son intention de retirer cette organisation paramilitaire de la liste noire américaine des groupes terroristes. Enfin, la nomination par le gouvernement américain de Timothy Lenderking comme émissaire pour le Yémen sonne également comme un appel au dialogue alors que ce dernier avait mené des négociations entre les houthis et la coalition durant le mandat de Donald Trump.
Le 8 février 2021, constatant ce relâchement des États-Unis en raison d'une recherche d’apaisement et de médiation au Yémen les houthis décident de reprendre leur offensive pour tenter de s'emparer de la ville de Marib. 
Le contrôle de la région de Marib présente également de forts enjeux économiques : elle produit près de 10 % du gazole et, surtout, 90 % du gaz de pétrole liquéfié consommé dans le pays. La plupart des foyers yéménites en sont dépendants pour la cuisine et le chauffage, alors que de graves pénuries de carburant sévissent déjà dans de nombreuses régions. En outre, la bataille est importante dans le rapport de force dans les négociations entre les belligérants. Les Houthis espèrent pouvoir mettre en avant une victoire stratégique, alors que le camp pro-Hadi tente pour sa part de conserver l'une de ses seules places fortes, son autorité dans le sud du pays étant très contesté par les séparatistes. 
L'International Crisis Group (ICG) explique que « Marib est le dernier bastion gouvernemental pro-Hadi dans ce qui fut le Yémen du Nord avant l’unification du pays, en 1990. Symboliquement, sa perte constituerait un revers majeur pour le gouvernement reconnu par la communauté internationale et soutenu par la coalition saoudienne. C’est pour cela que Marib est important. Pour les houthistes, comme pour les forces du camp gouvernemental, pour qui cette attaque est un danger existentiel. Il y a probablement plusieurs facteurs en jeu, mais le principal est la conviction des houthistes qu’ils peuvent prendre cette ville et mettre fin à la guerre dans le Nord, améliorer la viabilité économique des régions qu’ils contrôlent et leur position de négociation avec l’Arabie saoudite ». 

## Déroulement de la bataille
Durant la première semaine de l'offensive, les combats autour de Marib font rapidement monter le bilan humain à plusieurs dizaines de morts et de blessés dans les deux camps. Les rebelles houthis ont à leur disposition  un arsenal conséquent avec plusieurs types d'armes notamment des blindés, des drones, des roquettes, et des missiles balistiques,.
Ils réussissent dans les premiers jours à couper les lignes d'approvisionnement en équipements militaires dans le district d'El-Abdiya, à 50 km au sud de Marib, en vue de préparer des attaques et de renforcer le siège de la ville. Les forces gouvernementales dans la ville appellent les tribus locales à leur venir en aide, tandis que jeudi 11 février, les rebelles houthis tirent un missile balistique dans la banlieue de Ma’rib tuant huit soldats et blessant beaucoup d’autres.
Lundi 15 février, les houthis poussent des centaines de leurs combattants au sud de la ville et parviennent à s'emparer de certains sites pendant quelques heures avant d'être contraints de battre en retraite par les frappes aériennes de l'aviation saoudienne. Des forces loyalistes ciblent les renforts houthis venant de Sanaa et bombardent leurs repaires au nord de la ville.
Le lendemain, les rebelles font état de 13 frappes aériennes de la coalition arabe contre leurs troupes, ce qui ne les empêche pas d'avancer à l'ouest et au nord.
Entre le 10 et le 25 février, les forces de la coalition ont selon l'ONU, mené plus de 100 frappes aériennes. Malgré cela, les défenses pro-gouvernementales à Sarwah, à l’ouest de Ma’rib, s'effondrent, avançant la ligne de front à moins de 20 km de la ville de Marib. 
Vendredi 26 février, des sources locales évoquent un bilan plus de 60 combattants tués à Ma'rib, ce qui en fait la journée la plus sanglante depuis le début de cette bataille le 8 février.
Le lendemain, une source militaire loyaliste annonçait un bilan de 50 combattants tués dans les affrontements durant les dernières 24 heures, dont 22 membres des forces gouvernementales et de 28 rebelles. La chaîne des rebelles houthis Al-Massirah annonce que la coalition arabe menée par l'Arabie saoudite a mené plus de 12 raids aériens en appui aux forces gouvernementales au sol, tandis que selon des témoignages d'habitants, les houthis tirent une dizaine de missiles sur la ville.
Le samedi 6 mars, des sources militaires gouvernementales annoncent un bilan d'au moins 90 combattants tués au cours des dernières 24 heures. Des affrontements particulièrement violents éclatent sur six fronts, la plupart des offensives rebelles étant stoppées par les forces gouvernementales à l'exception du front de Kassara, au nord-ouest de la ville de Marib. L'aviation saoudienne mènent plusieurs frappes contre des cibles des houthis sur plusieurs fronts, tuant au moins 58 rebelles et blessant des dizaines d'autres.
Vendredi 19 mars, les rebelles houthis prennent le contrôle d'une montagne surplombant la ville de Marib, le mont Hilan, ce qui leur permet de menacer les premières lignes de défense de la ville. Des témoignages de combattant loyalistes déclarent que les houthis ont coupé les lignes d'approvisionnement sur certains fronts et que les combats font désormais rage à l'ouest de la ville. En réaction, l'armée saoudienne mène des dizaines de frappes aériennes sur des positions houthies. Entre le 19 et le 20 mars, les affrontements et frappes aériennes à Kassara au nord-ouest de la ville de Marib, provoquent la mort de près de 70 combattants (22 pro-gouvernementaux et 58 houthis), et des dizaines de blessés. La coalition déclare avoir réussi à détruire des équipements militaires rebelles, notamment des chars d'assaut. À ce stade, des experts considèrent que la puissance de feu de la coalition devrait retarder une éventuelle victoire houthie, et qu'une chute imminente de Marib est peu probable.
Le 9 avril, après avoir baissé en intensité, les combats reprennent à la suite d'une nouvelle offensive des rebelles sur les fronts de Kassara et de Machjaa au nord-ouest de Ma'rib, faisant en 24 heures au moins 53 morts dans les deux camps, 22 soldats loyalistes et 31 rebelles. L'aviation de la coalition est intervenue en soutien aux forces loyalistes, ce qui n'empêche pas une avancée limitée des rebelles, mais sans pour autant menacer la ville. Entre le 10 et le 11 avril, le nombre de combattants tué se chiffre à 70, 26 loyalistes et 44 rebelles houthis, dont la progression limitée est repoussée grâce à l'appui des frappes aériennes de la coalition. Ces frappes détruisent, 12 véhicules militaires, quatre chars et un canon.
Les 15 et 16 avril, de nouveaux combats font 96 morts, 36 morts et 60 parmi les rebelles houthis, qui poursuivent une lente avancée avancent vers Ma'rib, menaçant de plus en plus la ville.
Les 23 et 24 avril, les rebelles reprennent leur offensive en déployant des centaines de renforts, et des motos après que les frappes aériennes saoudiennes aient détruit la plupart de leurs véhicules militaires. Malgré l'appui aérien saoudien aux combattants loyalistes, les houthis avancent et prennent le contrôle total du front de Kassara. Au moins 65 combattants sont tués en 48 heures, dont 26 membres des forces gouvernementales (incluant quatre officiers), et 18 rebelles.
Le 27 avril, les loyalistes annoncent avoir repoussé une attaque massive des rebelles faisant 67 morts en 24 heures dont 27 soldats loyalistes et 40 rebelles, à al-Tala'a al-Hamra, à  18 kilomètres à l'ouest de la ville, près de la principale route reliant Marib à la capitale Sanaa, contrôlée par les rebelles.
Après un mois et demi d'accalmie et d'efforts diplomatiques pour obtenir un cessez-le-feu, les rebelles lancent une nouvelle attaque le 19 juin avant d'être repoussés, une trentaine de morts dans leurs rangs et 16 du côté loyaliste. Des avions de la coalition militaire dirigée par l’Arabie saoudite mènent de nouvelles frappes sur plusieurs sites houthistes dans la province de Marib. Les deux jours suivants, la poursuite des combats fait 90 morts en 48 heures, dont 63 rebelles et 27 loyalistes, sans faire bouger les lignes de front. Entre le 24 et le 25 juin, la poursuite des combats fait 13 morts du côté loyaliste et 48 du côté houthis, puis entre le 26 et le 27, de nouveau 16 morts du côté loyaliste et  34 rebelles du côté houthis.
En juillet, les houthis concentrent leur offensive sur le secteur de Bayhan, situé dans le gouvernorat de Chabwa frontalier de Marib, dont la prise accroisserait fortement la pression sur Marib qu'ils pourraient attaquer par le sud. Après une importante avancée de ces derniers, prenant le contrôle des districts de Natie et Naaman à Al-Bayda, le camp loyaliste se renforce pour stopper leur progression.
Début septembre, avec une baisse des tensions pendant l'été, les combats reprennent de nouveau faisant 65 morts en 48 heures, 22 côté loyaliste et 43 côté houthis. Les 7 et 8 septembre, un nouvel assaut des houthis fait 78 morts en 24 heures, 18 dans le camp des loyalistes et 60 dans le camp des rebelles, principalement en raison des frappes aériennes de l'aviation saoudienne. Les 25 et 26 septembre, un nouvel assaut des houthis fait 50 morts en 24 heures, 7 dans le camp des loyalistes et 43 dans le camp des rebelles, principalement en raison des frappes aériennes de l'aviation saoudiennes. Le lendemain, de nouveaux affrontements dans les provinces de Marib et Chabwa font 67 morts dont 58 houthis, principalement tués par les frappes aériennes de la coalitions. Les 28 et 29 septembre, la poursuite des combats fait une centaine de morts en 48 heures, dont environ les deux tiers de rebelles houthis, alors que les forces loyalistes se renforcent grâce au ralliement de centaines de combattants de tribus locales.   
En octobre, de nombreux bombardements saoudiens visent les houthis au sud de la ville dans l'espoir de stopper leur offensive,,,,. Mais cela n'empêche pas les houthis de continuer leur lente progression, malgré des pertes très lourdes dans leurs rangs, estimées à plus de 800 morts depuis début octobre. Ces derniers réalisent des avancées au sud de la ville, dans les districts de Harib, de Rahabah, d’Al-Joubah ou encore dans les gouvernorats de Shabwa et d’Al-Bayda.   
À la fin du mois d'octobre 2021, la ville de Marib est presque totalement encerclée par les houthis par le nord, par l’ouest, et par le sud. Selon le journaliste indépendant Quentin Müller, présent sur place, seule une route à l'est menant vers l’Hadramaout est encore ouverte, sécurisée par une quarantaine de check-points, signe de son importance vitale. Selon Quentin Müller cette route est l’unique voie d'approvisionnement en vivres et en armes des forces loyalistes, et la seule porte de sortie pour la population dans le cas où les rebelles parviendrait à prendre la ville.  
Entre le 3 et le 4 janvier 2022, la reprise des combats fait environ 200 morts dans le nord de Marib, dont 125 houthis et 70 loyalistes.  
Le 25 janvier, après deux semaines de combats, les houthis sont chassés de Harib, une localité située au sud de la ville de Marib, par des forces loyalistes, la Brigade des Géants soutenues par les Emirats arabes unis, au lendemain d'une nouvelle attaque de ces insurgés contre le territoire émirati.  
En avril 2022, une trêve nationale est signée au Yémen entre l'Arabie saoudite et les rebelles houthis, entérinant une forme de statu quo militaire autour de la ville de Marib. Malgré quelques affrontements sporadiques cette trêve de six mois tient globalement jusqu'à son expiration. En octobre 2022, malgré l'échec des négociations pour prolonger cette trêve, cette-ci se transforme « trêve gelée », où chaque camp s’en tient aux conditions de l’accord, sans pour autant s'engager à une cessation durable des hostilités. Parallèlement, des pourparlers secrets ont lieu entre les rebelles houthis et l'Arabie saoudite, cette dernière désirant se retirer de ce conflit coûteux et enlisé, et d'obtenir, par la négociation, des garanties des houthis sur la sécurisation de sa frontière avec le Yémen.  

## Réactions internationales

### Condamnations de l'offensive
Le 9 février, un porte-parole du Ministre français des Affaires étrangères Jean-Yves Le Drian appelle les rebelles houthis à mettre un terme à leurs « offensive, ainsi qu'à leurs actions déstabilisatrices, et à s'engager de façon constructive dans un processus politique de sortie de crise au Yémen ». 
Le 18 février, le secrétaire général adjoint de l'ONU pour les Affaires humanitaires, Mark Lowcock, déclare qu'un assaut sur Marib met en danger deux millions de civils, avec des centaines de milliers de personnes potentiellement forcées de fuir et des conséquences humanitaires inimaginables. 
Le 1er mars 2021, le secrétaire d'État américain Antony Blinken presse les rebelles houthis de cesser leur offensive à Marib, assurant que « l'aide humanitaire seule ne mettra pas fin au conflit », lors d'une conférence de donateurs.
Jeudi 18 mars, le Conseil de sécurité de l'ONU condamné l'escalade des affrontements autour de Marib, mettant en garde contre une aggravation de la crise humanitaire au Yémen. Le lendemain, l'Union européenne déclare dans un communiqué :« L'escalade en cours au Yémen et dans ses environs sape les efforts de l'envoyé spécial de l'ONU, retarde la perspective d'une solution au conflit et accroît l'instabilité régionale. ».
La Russie de son côté, exhorte « tous les participants au conflit à respecter strictement le droit international et à renoncer immédiatement et entièrement aux opérations militaires qui aboutissent à la destruction des infrastructures civiles ».

### Tentative de médiation américaine et onusienne
À la suite de son élection en novembre 2020 le président américain Joe Biden affiche sa volonté de relancer les pourparlers pour mettre fin à la guerre civile yéménite, contrastant avec le positionnellement isolationniste et pro-saoudien de son prédécesseur Donald Trump. Dès lors, la diplomatie de américaine soutient la stratégie de l’émissaire de l’ONU sur le Yémen, Martin Griffiths, pour ramener les deux parties à la table des négociations.
Le 18 février 2021, celui-ci appelle à la fin des combats, assurant que : « Personne ne peut rien faire pour forcer les belligérants à la paix à moins qu'ils ne choisissent de déposer les armes et de se parler. La responsabilité de mettre fin à la guerre incombe d'abord et avant tout aux parties au conflit. J'espère qu'elles ne manqueront pas cette chance. »
En février et mars 2021, le nouvel émissaire américain pour le Yémen Tim Lenderking effectue un voyage de 17 jours dans le Golfe pour rencontre les différentes parties prenantes au conflit et leurs soutiens étrangers, notamment le négociateur des rebelles, Mohammad Abdelsalam à Oman. Mais le plan de paix promu par l'ONU et Washington est froidement accuueilli par les Saoudiens et sèchement rejeté par les houthis, qui restent déterminée à conquérir Marib ce qui leur permettrait de disposer d’une nouvelle source de revenus et d’une position de force à la table des négociations.
Selon l’ONU, l’objectif du cessez-le-feu serait, avant même une reprise des pourparlers, l’ouverture de l’aéroport de Sanaa et l’assouplissement des restrictions sur le port d'Al-Hodeïda, essentiel pour l’acheminement de l’aide humanitaire dont dépend 80 % de la population yéménite.
Le 22 mars, l'Arabie saoudite propose « cessez-le-feu global dans tout le pays sous la supervision des Nations unies », initiative saluée par le gouvernement yéménite en exil, mais cette proposition est immédiatement rejetée par les houthis.
Les États-Unis annoncent à la mi-mai des sanctions contre des chefs militaires Houthis.
Le 15 juin, l'émissaire de l'ONU pour le  Yémen, Martin Griffiths acte la fin de sa missions de trois devant le Conseil de sécurité de  l'ONU, en déplorant son échec pour mettre un terme au conflit : « Un médiateur n'est pas responsable de la guerre, ni de la paix. Son rôle est de présenter aux parties les moyens de mettre fin à la guerre. C'est avec un profond regret que je vous rapporte que les parties n'ont toujours pas surmonté leurs divergences. ».
En septembre 2021, le nouvel émissaire de l'ONU, le Suédois Hans Grundberg, appelle à son tour à l'arrêt des combats.
Mercredi 20 octobre, le Conseil de sécurité de l'ONU a appelé à la désescalade au Yémen, en exigeant « un cessez-le-feu national immédiat » et en condamnant le « recrutement et l'utilisation d'enfants et de la violence sexuelle dans le conflit ».

### Réponses des houthis
Hicham Charaf Abdallah, un responsable politique houthis, justifie l'offensive de Marib par la nécessité de lutter contre des « groupes extrémistes » venus renforcer les forces fidèles au président Abd Rabbo Mansour Hadi. Le porte-parole des houthis, Mohammad Abdel Salam, déclare lui sur Twitter : « ce dont Ma’rib est témoin fait partie d’une bataille de libération nationale, face à l’agression et au blocus continus ».
Mercredi 17 mars, Mohammad Abdel Salam rend à nouveau la parole sur la chaîne qatarie al-Jazeera sur laquelle il déclare : 

« On nous a demandé un cessez-le-feu global. La première étape est d’ouvrir les ports et les aéroports, puis d’aller vers un processus de cessez-le-feu stratégique consistant à arrêter les frappes aériennes (de la coalition), les missiles et les drones »

 Lundi 22 mars, Mohammad Abdel Salam justifie selon la chaîne de télévision Al-Masirah le rejet des houthis de la proposition saoudienne de cessez le feu et réitérant ses conditions : « L'Arabie saoudite doit annoncer la fin de l'agression et lever complètement le blocus ». Les houthis réclament notamment l'ouverture de l'espace aérien et maritime du Yémen, sous contrôle saoudien, comme condition préalable à tout processus de dialogue.
Les Houthis cherchent également à négocier avec les tribus locales. D'après Abdulghani Al-Iryan, du Sanaa Center for Strategic Studies, « une offre a été faite aux tribus de Marib par les houthistes : dénoncer la coalition dirigée par l’Arabie saoudite, chasser les militants d’Al-Qaida dans la péninsule arabique et de l’État islamique du gouvernorat, et partager les revenus pétroliers et gaziers. Les dirigeants locaux pourraient conserver leurs postes et bénéficier, du moins pour l’instant, d’une certaine autonomie locale ».
En septembre, les houthis reprennent leur offensive et spurs de leurs chances de victoire, ignorent toutes nouvelles tentatives de médiation onusienne et internationale, préférant trancher militairement la question de Marib. De leur côté, certains intermédiaires américaines et onusiens admettent se préparer à l’étape suivante, celle de l’après-chute de Marib.

### Ripostes saoudiennes
L'Arabie saoudite, en plus de soutenir militairement le camp loyaliste dans la bataille, mène de nombreuses frappes aériennes sur des bastions houthis en représailles à l'offensive de Marib, ainsi que des tentatives d'attaques de drones de la part des houthis sur le territoire saoudien,. En réaction les houthis parviennent le 20 mars à frapper une raffinerie de pétrole (déclenchant un incendie) à Riyad avec une frappe aérienne ayant nécessité l'envoi de six drones. Cette attaque provoque de nouvelles frappes saoudiennes en riposte, sur la capitale Sanaa et le port de Salif sur le littoral de la mer Rouge.
Le 11 octobre, l'Arabie saoudite annonce avoir mené une série de frappes aériennes contre des troupes houthis à 10 km au sud de Marib, tuant plus de 150 rebelles et détruisant 8 véhicules. Elle annonce le lendemain avoir tué au moins 134 combattants ennemis dans de nouvelles frappes. Le 14 octobre, 150 rebelles auraient été tués, portant le nombre de morts dans leurs rangs à plus de 500 en l'espace de quatre jours. Le 15, plus de 180 rebelles auraient encore été tués dans des raids. Le 16, la coalition revendique avoir tué 165 houthis dans de nouveaux raids aériens. Le 21, le nombre de rebelles tués dans les raids aériens saoudiens sont selon la coalition de 82, et le 23 octobre ce chiffre serait de 90 lorsque de nouveaux raids visent al-Abdiya, à 100 kilomètres au sud de Ma’rib. Le 24, l'Arabie saoudite annonce que de nouveaux raids aériens ont fait 264 morts chez les rebelles. Entre le 28 et le 31 octobre, l'Arabie saoudite déclare avoir tué 218 rebelles au cours de frappes aériennes à al-Jawba (50 km au sud de Ma'rib) et à Al-Kassara (30 km au nord-ouest de Ma'rib). Le 2 novembre, le nombre de rebelles tués selon l'Arabie saoudite serait de 115. Le 7, l'Arabie saoudite annonce avoir tué 138 rebelles houthis et détruit 17 véhicules au cours des dernières 24 heures dans de nouveaux raids dans les régions d'al-Jouba (au sud de Marib) et al-Kassara (au nord). Le 11, la coalition militaire dirigée par l'Arabie saoudite affirme avoir mené en 24 heures plus de 20 raids aériens dans les localités de Sirwah (à l'ouest de la ville de Ma'rib) et al-Bayda (au sud), tuant 125 rebelles houthis et détruisant 14 véhicules militaires. Le 13, l'Arabie saoudite affirme avoir tué 196 rebelles houthis et détruit 17 véhicules au cours des dernières 24 heures dans de nouveaux raids dans les régions de Sirwa à l'ouest de Ma'rib, et al-Baïda, la province jouxtant Ma'rib au sud.

## Analyse et bilan

### Enjeu stratégique de la ville

#### Enjeux pour le gouvernement yéménite
Selon des experts, l’issue de cette bataille autour du dernier bastion du gouvernement yéménite dans le Nord, pourrait modifier drastiquement le cours du conflit au Yémen entré dans sa septième année. Côté loyaliste, Marib est le dernier bastion gouvernemental pro-Hadi dont l'autorité est menacé au Nord par les houthis, et au sud du Yémen par les séparatistes du Conseil de transition du Sud. De fait, Marib est devenue une « capitale informelle » du gouvernement yéménite après son expulsion d’Aden par les séparatistes du sud en août 2019. Une partie du ministère de la Défense est transférée à Marib.  
Géographiquement, selon Élisabeth Kendall, chercheuse en études arabes et islamiques au Pembroke College de l’université d’Oxford, Marib est la dernière artère majeure reliant l’Arabie saoudite, alliée du gouvernement au territoire du sud du pays. La perte de Marib couperait le gouvernement yéménite de son principal soutien étranger.  
Selon le gouverneur de la région, Sultan Al-Arada, allié du gouvernement d'Abdrabbo Mansour Hadi, Marib est devenue le « symbole de la résistance contre les houthis », mais aussi « un paradis pour tous les Yéménites qui ont fui la dictature, un important centre économique et une ville historique ».
La chercheuse Élisabeth Kendall abonde dans ce sens, décrivant Marib a été une « success-stories de la guerre », accueillant des millions de déplacés tout en recevant d’importants investissements saoudiens. Voir ces efforts échouer serait un coup dur pour la crédibilité du gouvernement yéménite.

#### Enjeu pour les rebelles houthis
Côté rebelle, la prise de Ma’rib donnerait aux rebelles davantage de poids dans d’éventuelles négociations, voire les inciterait à pousser plus au sud.  
Le contrôle de Marib permet d'accéder à des ressources en hydrocarbures et une centrale électrique, apportant à la fois d’importantes recettes financières, du carburant pour les véhicules, et de grandes quantités de gaz de pétrole liquéfié utilisé pour la cuisine et le chauffage dans presque tous les ménages yéménites. 
Toutefois, en cas de prise de Marib par les houthis, il est fort probable des sanctions seront internationales leur appliquées, d'autant plus leurs principaux  soutiens, l'Iran et le Hezbollah libanais, sont eux-mêmes sous sanction internationales. Si le pétrole constitue une nouvelle ressource pour les houthistes, le bénéfice qu’ils pourront en tirer sera principalement limité au marché intérieur avec des coûts d’entretien à assumer. 
Enfin, l'enjeu du contrôle de Marib doit se comprendre dans le contexte global de la guerre civile yéménite : après sept ans d’une guerre dévastatrice, la prise de Marib permettrait aux rebelles d’avoir plus de poids dans d'éventuelles négociations de paix. Mais d'un autre côté, s’ils prennent Marib, les rebelles risquent d’être encore moins enclins à négocier, préférant utiliser Marib pour poursuivre leur avancée vers les provinces du Sud voisines toujours aux mains du gouvernement, en vue d’assurer leur contrôle total sur le Yémen. 

### Stratégies

#### Stratégie offensive rebelle
D’après des commandants loyalistes, les rebelles déferlent contre les lignes de défense par vagues apparemment inépuisables et appuyées par des bombardements constants : d'abord des recrues novices, parmi lesquelles beaucoup d’enfants, pour épuiser les forces loyalistes et leurs munitions, puis des combattants expérimentés. Selon l'agence de presse britannique Middle East Eye, plus de 10 000 enfants de 10 à 15 ans ont été recrutés par les rebelles houthis entre 2014 et 2020, dont environ 1400 sont morts au combat. Après avoir perdu la plupart de leurs véhicules détruits par des frappes aériennes, les rebelles utilisent des motos pour attaquer, mais le terrain en relief reste particulièrement défavorable à leurs équipements. Des heures de combats sont généralement interrompues de brèves accalmies pour récupérer les cadavres. 
Parallèlement, les houthis adoptent la « politique de la terre brûlée » en détruisant tout sur leur chemin, peu importent les dégâts provoqués par les missiles et bombardements des drones, ne faisant cas ni des pertes humaines, ni des conséquences humanitaires, le seul enjeu pour eux étant les bénéfices politiques et économiques qu’ils vont tirer du contrôle de Marib. 
Les houthis ont aussi une stratégie politique de tentative de conclure des alliances avec les tribus locales, mais celles-ci font front commun contre eux.

#### Stratégie défensive loyaliste
Face aux rebelles, les rangs loyalistes grossissent également : des tribus répondent aux appels pour envoyer leurs hommes sur le front, et beaucoup affirment être en position de force grâce à une meilleure connaissance du désert que les houthis, habitués aux montagnes. Les forces gouvernementales ont également dégarni d’autres fronts au sud du pays pour renforcer la résistance autour de Marib.
Les loyalistes, en positions défensives, construisent des tranchées et érigent des barrières de terre à la périphérie de Marib. Le soutien aérien de la coalition menée par l'Arabie saoudite leur est décisif pour résister, sans lequel la ville serait probablement tombée en quelques semaines. Celui-ci s'intensifie en septembre 2021 face à la montée en puissance de l'offensive rebelle. Mais en dehors de ce soutien aérien, la coalition est assez réticente à apporter un soutien matériel trop important aux troupes régulières et tribales dont elle doute de la loyauté certains belligérant lui ayant plusieurs fois fait faux bond depuis le début du conflit. En outre, la corruption au sein de la chaîne d’approvisionnement militaire contribue à la faiblesse des forces anti-houthistes, et que les pénuries de matériel et de munitions. 
Enfin, ces alliances tribales nouées de circonstance contre les houthis ne peuvent régler les dysfonctionnements militaires structurels inhérents à la fusion entre des composantes politiques aussi hétérogènes, surtout en l’absence d’une direction militaire commune et au vu de la faible expérience militaire de nombre de ces groupes, en comparaison avec houthis. L’avancement des rebelles houthis est moins dû à leur force, qu’à la faiblesse structurelle du camp d’en face. 

### Bilan humain
Le 27 avril, au bout de trois mois d'affrontements, les loyalistes annoncent un bilan de 2 000 combattants tués, tandis que les pertes du côté des rebelles, qui en communiquent pas dessus, sont estimées bien plus élevées. En novembre, un bilan publié par la coalition menée par l'Arabie saoudite évoque la mort de 27 000 combattants rebelles dans la bataille de M'arib, depuis février.  
Manquant d’eau potable et d’électricité, les camps de réfugiés souffrent de surpopulation, et les déplacés disent y être visés par des tirs des houthis. Les combats font plus de 10 000 déplacés internes pour le seul mois de septembre 2021. Entre septembre et novembre, selon le Haut Commissariat des Nations unies pour les réfugiés plus de 40 000 personnes sont obligées de fuir Ma'rib depuis septembre, et de nombreux nouveaux déplacés souffraient de diarrhée aiguë, de malaria et d'infections respiratoires aiguës. Sur la même période, selon l'Organisation internationale pour les migrations, les nouvelles arrivées dans les 137 camps de déplacés de la province ont presque été multipliées par dix, tandis que jusqu'à 40 personnes sont parfois obligées de partager la même tente. 
Le 2 novembre 2021, au moins 22 personnes dont des enfants sont tuées dans un bombardement au sud de la ville de Ma’rib qui a touchant une mosquée dans le secteur d’al-Jawba. 
Certains analystes considèrent comme probable qu'au-delà d'une certaine progression des rebelles, une reddition du camp loyaliste serait probable, afin d’éviter la destruction de leur ville, alors qu'aucun des deux camps ne souhaite s’engager dans une bataille urbaine sanglante. Un compromis pourrait être trouvé afin d'assurer la neutralité des tribus actuellement pro-gouvernementales ainsi qu'un partage des ressources en échange de la reconnaissance par les houthis du gouvernement local. Il est aussi possible que les houthis deviennent les dirigeants de facto de tout le nord du pays, et qu’ils gagnent aussi du terrain dans le sud.